# Мирослав Волф
Мирослав Волф (рођен у Осијеку 1956) је амерички протестантски теолог, хрватског порекла. Професор је теологије на универзитету Јејл и директор је Јејл центра за веру и културу (Yale Center for Faith and Culture). Познат је по раду на пољима систематске теологије, етике, решавања конфликата и помирења.
Студирао је на Еванђеоском теолошком факултету у Осијеку, Фулеровом теолошком семинару (Fuller Theological Seminary) у Пасадени, Калифорнија и докторирао је и хабилитирао на Универзитету у Тибингену, Немачка, код Јиргена Молтмана.
Његову књигу Exclusion and Embrace амерички часопис Christianity Today уврстио је међу 100. најбољих верских књига 20. века.
Разведен је и има двоје усвојене деце.
Одрастао је у Србији, у Бачкој Паланци и Новом Саду.

## Књиге
На немачком:
- Theologie auf dem Weg in das dritte Jahrtausend Gütersloh: Christian Kaiser, 1996
- Trinität und Gemeinschaft. Eine ökumenische Ekklesiologie Mainz/Neukirchen-Vlyn: Grünewald/Neukirchener, 1996
- Wir sind die Kirche! : Eine ökumenische Untersuchung über Kirche als Gemeinschaft
- Gerechtigkeit, Geist und Schöpfung. Die Oxford-Erklärung zur Frage von Glaube und Wirtschaft (Hrsg. mit Hermann Sautter) Wuppertal: Brockhaus, 1992
- Zukunft der Arbeit -- Arbeit der Zukunft. Der Arbeitsbegriff bei Karl Marx und seine theologische Wertung, München/Mainz: Christian Kaiser, 1988

На енглеском:
- The End of Memory: Mistreatment, Memory, Reconciliation 2006
- Free of Charge: Giving and Forgiving in a Culture Stripped of Grace New York: Zondervan, 2006
- After Our Likeness: The Church As The Image Of The Trinity Grand Rapids: Wm. B. Eerdmans, 1998
- A Passion for God's Reign. Theology, Christian Learning, and the Christian Self (ed.) Grand Rapids: Eerdmans, 1998
- A Spacious Heart. Essays on Identity and Belonging (with Judith M. Gundry-Volf) Harrisburg: Trinity Press, 1997
- The Future of Theology. Essays in Honor of Jürgen Moltmann (ed. with T. Kucharz and C. Krieg) Grand Rapids: Eerdmans, 1996
- Exclusion and Embrace. A Theological Exploration of Identity, Otherness, and Reconciliation Nashville: Abingdon, 1996
- Work in the Spirit. Toward a Theology of Work New York: Oxford University Press, 1991

На хрватском:
- И знам да се сунце не боји таме. Теолошке медитације о Шантићевом вјерском песништву Осијек: Извори, 1986